# Ulica (Basse-Silésie)
Pour l’article homonyme, voir Ulica.
Ulica est une localité polonaise de la gmina et du powiat de Strzelin en voïvodie de Basse-Silésie.